# Eleccions a l'Assemblea d'Extremadura de 1983
Les Eleccions a l'Assemblea d'Extremadura de 1983 se celebraren el 8 de maig. Amb un cens de 786.200 electors, els votants foren 565.244 (71,9%) i 220.956 les abstencions (28,1%). El PSOE guanyà per majoria absoluta, i aconseguí el nomenament del seu candidat, Juan Carlos Rodríguez Ibarra, com a president de la Junta.
- Els resultats foren:

| Eleccions a l'Assemblea d'Extremadura, 1983 → |         |       |        |
| Partit                                        | Vots    | %     | Escons |
| PSOE de Extremadura                           | 296.939 | 53,27 | 35     |
| AP-PDP-UL                                     | 168.606 | 30,24 | 20     |
| Extremadura Unida                             | 47.504  | 8,52  | 6      |
| PCE                                           | 36.294  | 6,51  | 4      |
| CDS                                           | 4.414   | 0,79  |        |
| Bloque Popular de Extremadura                 | 2.249   | 0,4   |        |
| PCEU-PCOE                                     | 1.463   | 0,26  |        |

A part, es comptabilitzaren 2.622 (0,5%) vots en blanc.

## Diputats electes
- Juan Carlos Rodríguez Ibarra (PSOE)
- José Antonio Jiménez (PSOE)
- Adolfo Díaz-Ambrona (AP)
- Manuel Pareja (PCE)
- Pedro Cañada (Extremadura Unida)